# Cliffortia filicauloides
Cliffortia filicauloides är en rosväxtart som beskrevs av August Henning Weimarck. Cliffortia filicauloides ingår i släktet Cliffortia och familjen rosväxter. Inga underarter finns listade i Catalogue of Life.